# 第三の女 (クリスティの小説)
『第三の女』（だいさんのおんな、原題：Third Girl）は、1966年に刊行されたアガサ・クリスティの推理小説。名探偵エルキュール・ポアロを主人公とする一作である。
エルキュール・ポアロのもとに、「自らが犯した犯罪についてお尋ねしたい」という若い娘がやってきた。ポアロは経緯を知ったアリアドニ・オリヴァとともに調査を始める。しかし調査の結果、娘の身辺は至って潔白であった。死体無き犯罪の行方をポアロは追う。

## あらすじ
エルキュール・ポアロのもとに、ノーマ・レスタリックという女性が「自分が殺人を犯したかもしれない」と助けを求めに来るが、ポアロが年を取りすぎていると言って逃げ出す。ポアロはアリアドニ・オリヴァが彼女に自分を紹介したことを知り、オリヴァとともにノーマの実家やアパートを訪ねる。オリヴァ夫人は、カフェでボーイフレンドのディヴィットと会っている彼女を見つける。ポアロはノーマに会って殺人のことを尋ねるが、彼女はそのことを思い出せず、再び恐怖に駆られて立ち去ってしまう。オリヴァ夫人はディヴィットを尾行するが、彼のアトリエを出たところで頭を殴られて病院に運ばれる。ポアロはスティリングフリート医師にノーマを尾行させるよう手配する。彼は交通事故から彼女を救い出し、治療と安全のために自分の家に連れてくる。
ノーマの父アンドリュウは、ノーマが5歳くらいのときに別の女性を好きになって妻グレースとノーマを捨てて出ていった。彼はアフリカで経済的に成功し、1年前に兄のサイモンが亡くなると一族の会社で働くためにイギリスに戻ってきた。その際に新しい若い妻メアリを伴っていた。ノーマは父の顔をほとんど覚えていなかった。ノーマは、3人目のルームメイトをつくる若い女性たちの流行に乗って、2人の女性と同居する。同居する女性の一人は父の秘書をしているクローディアで、もう一人は画廊に雇われているフランシスである。
彼女のアパートの女性ルイーズ・シャルパンティエが最近窓から落ちて亡くなったことがわかり、ポアロはノーマが悩んでいるのはこのことだと感じる。アンドリュウがノーマたちを捨てていったときに付き合っていた女性の名前もルイーズだった。メアリ・レスタリックは毒の入った食事で体調を崩してしまう。
ノーマはディヴィットに会いに行くが、フランシスが彼を殺してノーマにナイフを持たせて彼女がやったように見せかける。警察と家族がアパートに集まる中、ポワロは本物のアンドリュウはアフリカですでに死亡していたと告げる。ロバート・オーウェルが一族の富を得るために彼になりかわっていたのだ。彼はディヴィットに、20年前に流行した画家のスタイルで自分と亡き妻の肖像画を描かせた。最も残酷なことに、彼とメアリはノーマに幻覚を見せたり時間の感覚を変えたりするさまざまな薬を飲ませ、彼女を有罪に仕立て上げようとしていた。さらに、メアリはノーマに罪を着せようと自分にも毒を盛っていた。ルイーズはアンドリュウがイギリスに戻ったことを知ると手紙を書いたので、フランシスが殺したのだった。

## 登場人物
- エルキュール・ポアロ: 私立探偵
- アリアドニ・オリヴァ: 探偵作家
- ミス・レモン: ポアロの秘書
- ジョージ: ポアロの従僕
- ニール: 警部
- アンドリュウ・レスタリック: 実業界の大物
- メアリ・レスタリック: アンドリュウの妻
- ノーマ・レスタリック: アンドリュウの娘
- ロデリック・ホースフィールド: アンドリュウの伯父
- クローディア・リースホランド: アンドリュウの秘書
- ディヴィット・ベイカー: ノーマのボーイフレンド
- ソニア: ロデリックの秘書
- フランシス・キャリィ: 室内装飾家
- ジョン・スティリングフリート: 精神科医

## 日本語訳
本作品は早川書房の日本語翻訳権独占作品である。
| 題名     | 出版社   | 文庫名           | 訳者     | 巻末          | カバーデザイン | 初版年月日 | ページ数 | ISBN | 備考 |
| -------- | -------- | ---------------- | -------- | ------------- | -------------- | ---------- | -------- | ---- | ---- |
| 第三の女 | 早川書房 | クリスティー文庫 | 小尾芙佐 | 解説 石川絢士 |                |            |          |      |      |

## 映像化

### テレビドラマ
名探偵ポワロ『第三の女』
シーズン11 エピソード3（通算第60話）  イギリス2008年放送
登場人物の一部やその関係、事件の動機などかなり改変されている。
- エルキュール・ポワロ: デヴィッド・スーシェ
- ノーマ・レスタリック: ジェマイマ・ルーパー
- アリアドネ・オリヴァー: ゾーイ・ワナメイカー
- クローディア・リース=ホランド: クレメンシー・バートン＝ヒル
- フランシス・ケアリー: マチルダ・スタリッジ
- デヴィッド・ベイカー: トム・マイソン
- アンドリュー・レスタリック: ジェームズ・ウィルビー
- ロドリック・ホースフィールド卿: ピーター・ボウルズ

クリスティのフレンチ・ミステリー『Crimes haute couture』
シリーズ2 エピソード19  フランス2017年放送